# محمد بن عبد الله القويز
محمد بن عبد الله القويز اقتصادي سعودي يشغل منصب رئيس مجلس هيئة السوق المالية في السعودية منذ يوليو 2017، وكان قد عين نائباً لرئيس مجلس هيئة السوق المالية في أغسطس 2016م.

## التعليم
- حاصل على الماجستير في إدارة الأعمال من كلية ستيرن بجامعة نيويورك في الولايات المتحدة الأمريكية عام 2003م.
- حاصل على البكالوريوس في العلوم الإدارية مع مرتبة الشرف من قسم القانون في جامعة الملك سعود عام 1998م.[3]

## العمل والعضويات
- عين رئيساً لمجلس إدارة هيئة السوق المالية في السعودية في يوليو 2017 خلفاً لمحمد الجدعان.
- عين نائباً لرئيس مجلس هيئة السوق المالية في أغسطس 2016م خلفاً لعبد الرحمن بن محمد الراشد.
- الشريك المؤسس والمدير العام في شركة «دراية» المالية.[4]
- عمل في مجال المصرفية الاستثمارية ومصرفية الشركات في مجموعة سامبا المالية، وعمل قبلها في خزينة البنك العربي الوطني في السعودية.

- عمل مستشاراً مع شركة ماكنزي وشركاه العالمية.
- عضو في مجلس إدارة المؤسسة العامة للتقاعد.
- عضو في اللجنة الاستشارية في هيئة سوق المال.
- عضو في شركة اليمامة للحديد.
- عضو في بنك البلاد.
- عضو في لجنة الأوراق المالية والاستثمار في الغرفة التجارية الصناعية بالرياض.
- عضو في اللجنة الاستثمارية لمؤسسة الملك فيصل الخيرية.
- عضو في اللجنة الاستثمارية في شركة أوقاف سليمان عبد العزيز الراجحي.[5]

## العائلة
والده هو الاقتصادي والدبلوماسي السعودي عبد الله القويز.